# Твин Гроув (Илиноис)
Твин Гроув (енгл. Twin Grove) насељено је место без административног статуса у америчкој савезној држави Илиноис.

## Демографија
По попису из 2010. године број становника је 1.564.
| Група             | 2000.    | 2010.         |
| Белци             | 0 (0,0%) | 1.485 (94,9%) |
| Афроамериканци    | 0 (0,0%) | 23 (1,5%)     |
| Азијати           | 0 (0,0%) | 13 (0,8%)     |
| Хиспаноамериканци | 0 (0,0%) | 36 (2,3%)     |
| Укупно            | 0        | 1.564         |